# Jeep Renegade
Jeep Renegade – samochód osobowy typu SUV klasy miejskiej produkowany pod amerykańską marką Jeep od 2014 roku.

## Historia i opis modelu

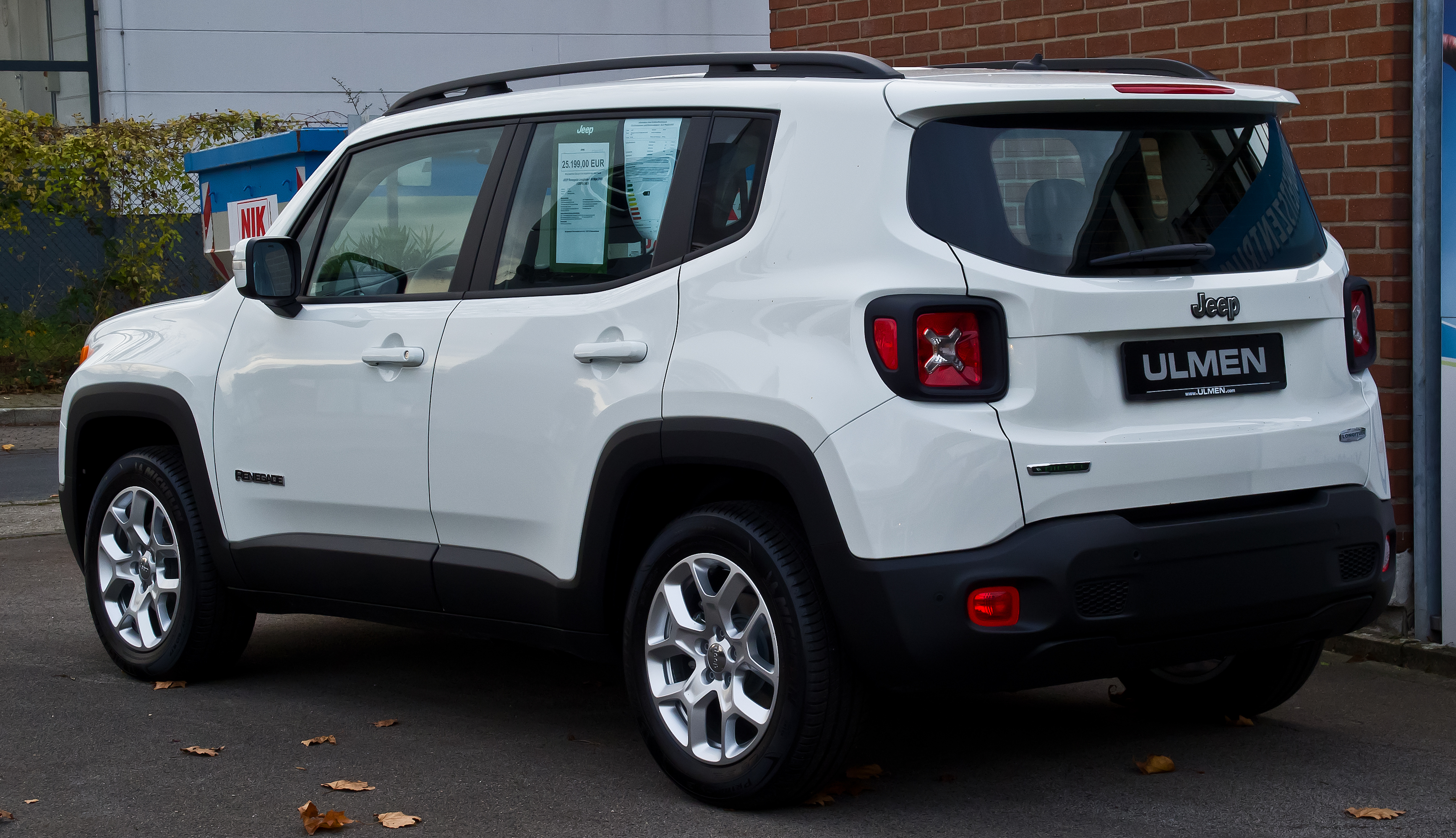
Jeep Renegade Longitude – tył

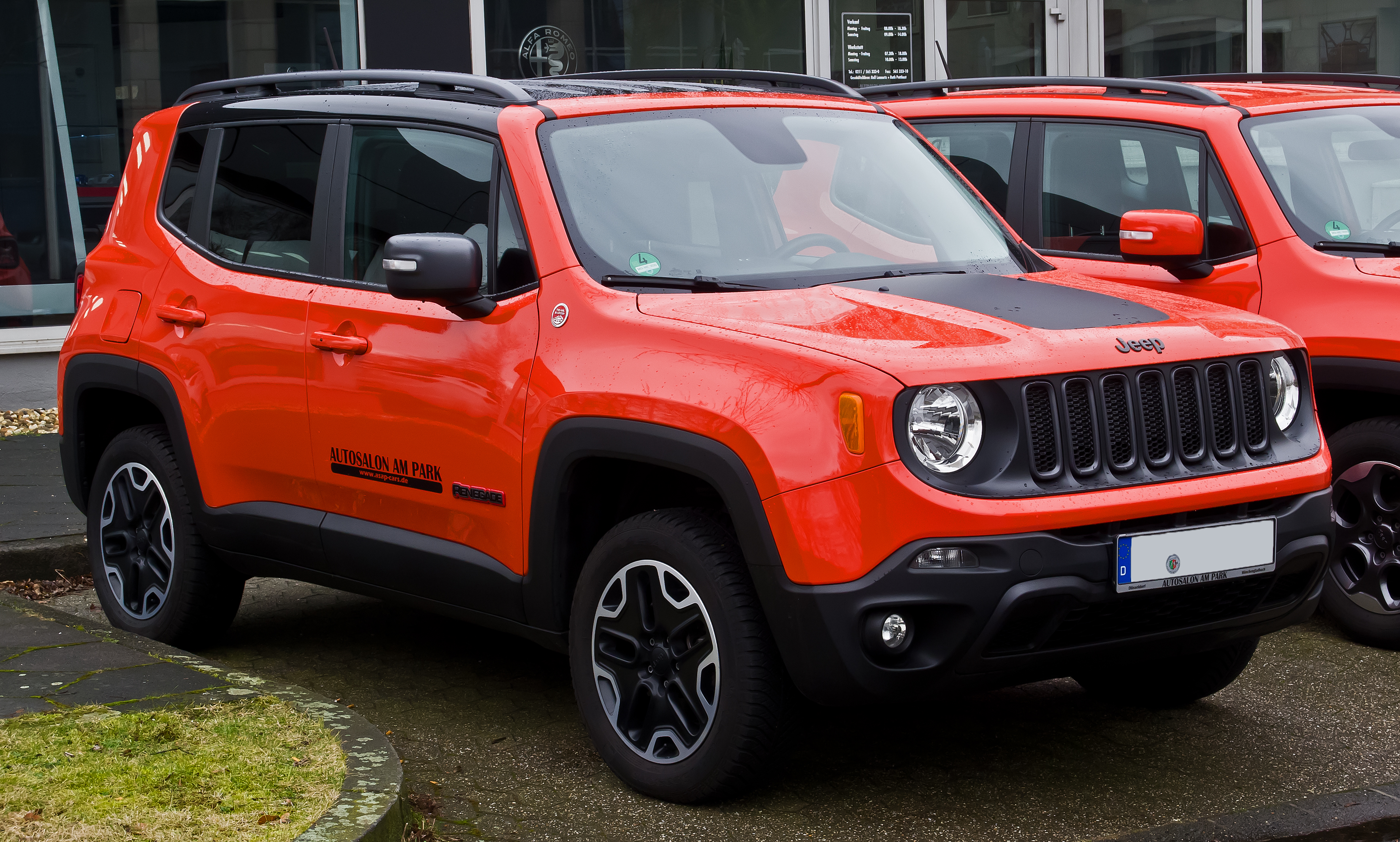
Jeep Renegade Trailhawk

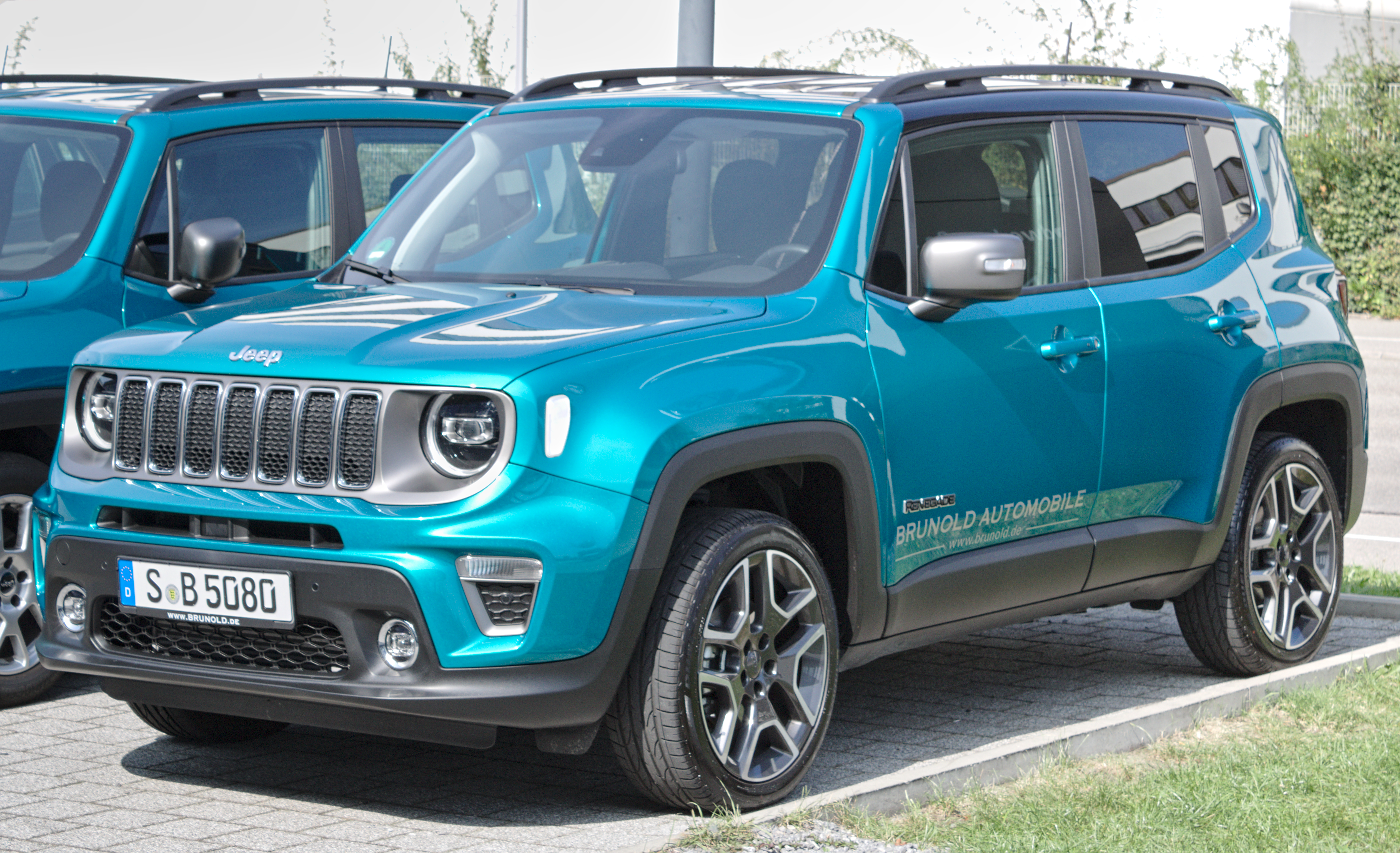
Jeep Renegade po liftingu

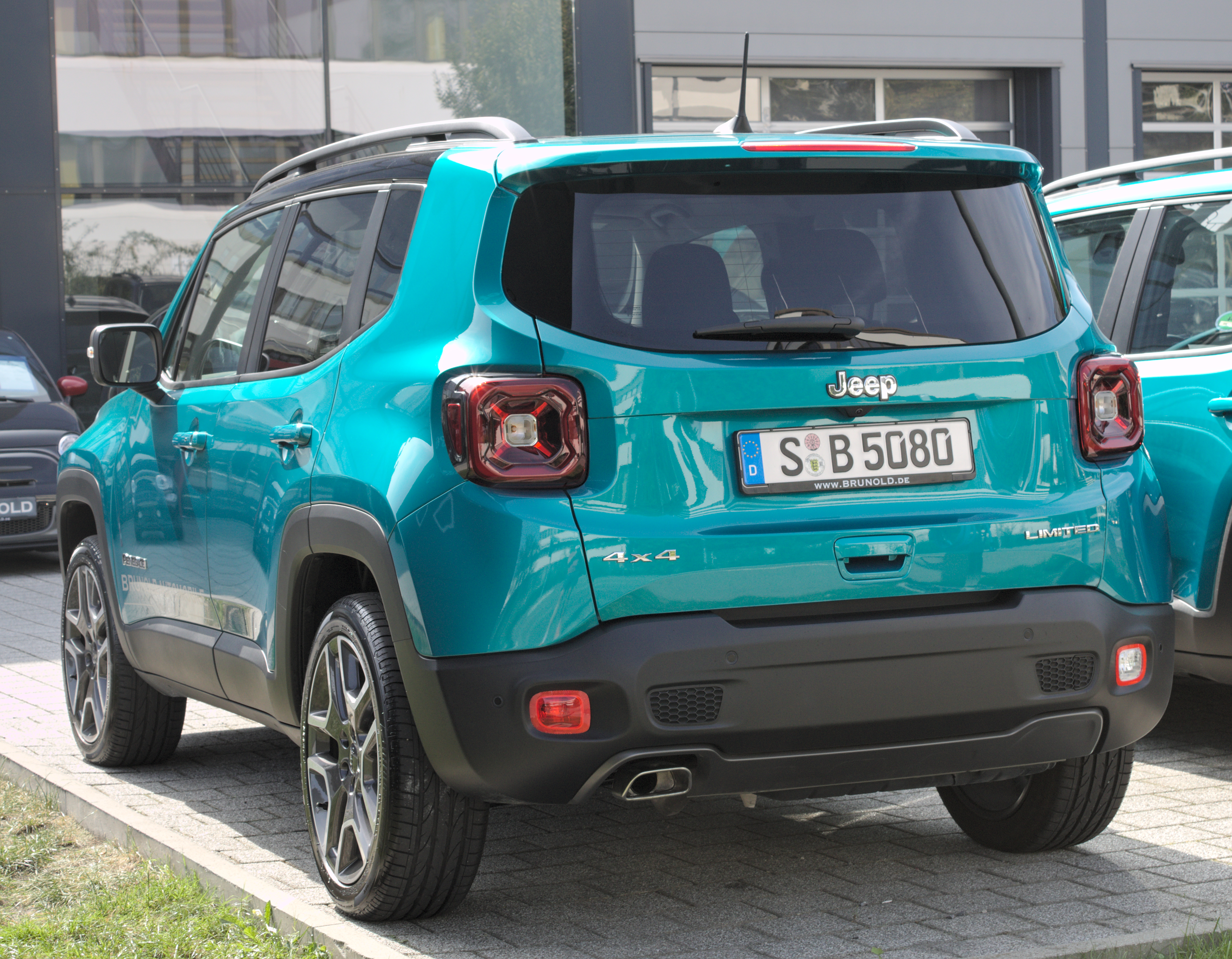
Jeep Renegade - tył po liftingu

Nazwy Renegade po raz pierwszy użyto do nazwania wersji wyposażeniowej klasycznego modelu Willys CJ produkowanego w latach 1955–1983 oraz do dwumiejscowego prototypu Jeepa z 2008. 
Pojazd został zbudowany przy współpracy amerykańskich i włoskich inżynierów na bazie płyty podłogowej wykorzystanej do budowy m.in. Fiata 500L. Premiera odbyła się podczas targów motoryzacyjnych w Genewie w 2014. Bliźniaczym modelem samochodu pod względem konstrukcyjnym jest Fiat 500X. Dzięki właściwościom terenowym i wyższym niż u podobnej wielkości samochodów prześwicie Renegade'owi jest bliżej do SUV-a, aniżeli crossovera. To z kolei czyni go jednym z najmniejszych tego typu samochodów na rynku.
Nadwozie pod kątem wizualnym wzorowano na modelu Wrangler, które otrzymało charakterystyczny przedni grill z siedmioma wlotami powietrza oraz okrągłe reflektory. Wnętrze pojazdu zostało wyposażone w m.in. 7-calowy wyświetlacz zastępujący analogową tablicę przyrządów.
Pojazd w wersji przed faceliftingiem oferowany był w 16 wersjach napędowych, silniki współpracowały z dwiema ręcznymi skrzyniami biegów, zautomatyzowaną  dwusprzęgłową przekładnią DDCT i 9-biegową automatyczną skrzynia biegów. 
Do wyboru są dwa rodzaje napędu 4x4. W pierwszej opcji napęd tylnej osi jest dołączany elektronicznie wówczas, gdy pogarszają się warunki trakcyjne. Drugi – Jeep Active Drive Low – pozwala zblokować napęd obu osi. Obie wersje napędu 4x4 wyposażone zostały w system Jeep Select Terrain, który pozwala wybrać tryby napędu optymalne dla takich nawierzchni jak śnieg, błoto, skały (tylko w wersji Trailhawk) czy kopny piach.

### Renegade 4Xe
Na początku 2020 producent wprowadził do sprzedaży (początkowo tylko we Włoszech i Hiszpanii) wersję hybrydową Jeepa Renegade o nazwie "4Xe". Wyposażona została w benzynowy silnik 1,3 GSE napędzający koła przednie działający w parze z silnikiem elektrycznym napędzającym koła tylne. Łączna moc układu to 240 KM. Samochód rozpędza się do 100 km/h w 7 sekund, a prędkość maksymalna ma wynosić 200 km/h. Zasięg przy pracującym tylko silniku elektrycznym ma wynosić 50 km, a w trybie elektrycznym rozpędza się maksymalnie do 130 km/h. Do samochodu akcesoryjnie ma być oferowana szybka ładowarka oferująca naładowanie do pełna w 100 minut. Samochód oferowany jest w dwóch wersjach Urban oraz wersji Off-Roadowej (opartej na wersji Trailhawk).

### Restylizacje
W czerwcu 2018 roku zadebiutował Jeep Renegade po pierwszej obszernej restylizacji. Kluczowym elementem wyróżniającym samochód stał się przemodelowany pas przedni z nowym zderzakiem, grillem i reflektorami opcjonalnie wykonanymi odtąd także w technologii LED. Przeprojektowano także wkłady tylnych lamp i zmodyfikowano przyrządy w kabinie pasażerskiej, wprowadzono nowe silniki benzynowe, a także zaoferowano nowe wzory alufelg oraz kolory lakierów.
W styczniu 2022 roku Jeep Renegade przeszedł drugą obszerną restylizację, tym razem ograniczoną jednak tylko dla rynku brazylijskiego. Ponownie przeprojektowano kształt zderzaków, zamontowano nowe obudowy lusterek, przemodelowano tylne lampy i wprowadzono nowe wzory alufelg. Ponadto, po raz pierwszy Renegade zyskał już nie okrągłe, a jedynie częściowo okrągłe reflektory z powodu zwężenia atrapy chłodnicy i ścięcia u górnej krawędzi wkomponowanych w nie lamp. W kabinie pasażerskiej zamontowano nowe koło kierownicy, a także po raz pierwszy pojawiły się cyfrowe zegary.

### Wersje wyposażenia[8]
- Sport
- Longitude
- Limited
- Trailhawk - wersja specjalna[9]
- Upland - wersja specjalna
- Night Eagle II - wersja specjalna
- S - wersja specjalna
- Orange Edition - wersja specjalna[10]

Standardowe wyposażenie podstawowej wersji Sport obejmuje m.in. 6 poduszek powietrznych, elektryczny hamulec postojowy, asystent zmiany pasa ruchu, system rozpoznawania znaków drogowych, tempomat, elektryczne wspomaganie kierownicy, elektrycznie regulowane lusterka boczne, centralny zamek z pilotem, elektrycznie regulowane szyby przednie i tylne, radio cyfrowe Uconnect z Bluetooth i 5-calowym ekranem dotykowym oraz 6 głośnikami i klimatyzację manualną.
Bogatsza wersja Longitude dodatkowo wyposażona jest w m.in. tylne czujniki parkowania i 16-calowe felgi aluminiowe.
Topowa wersja Limited została ponadto wyposażona w m.in. adaptacyjny tempomat, kierownicę i gałkę zmiany biegów obszyte skórą, przednie czujniki parkowania, radio cyfrowe Uconnect z Bluetooth, 7-calowym ekranem dotykowym oraz 6 głośnikami, fotochromatyczne lusterko wewnętrzne, system automatycznego zarządzania światłami drogowymi, klimatyzację automatyczną dwustrefową i 17-calowe felgi aluminiowe.
W zależności od wersji wyposażenia samochód opcjonalnie możemy doposażyć w m.in. okno dachowe sterowane elektrycznie, przyciemniane szyby, podgrzewane koło kierownicy, podgrzewane fotele przednie, elektrycznie regulowane fotele przednie w 8 płaszczyznach, skórzaną tapicerkę, kamerę cofania, nawigację GPS, system monitorowania martwego pola, 19-calowe felgi aluminiowe, system bezkluczykowy, asystent parkowania, system nagłośnienia Beats z 9 głośnikami i pełne światła LED.

### Silniki
| Silnik                | Pojemność skokowa [cm³] | Typ silnika        | Moc maksymalna [KM] przy obr./min | Maks. moment obrotowy [Nm] przy obr./min | Przyspieszenie 0-100 km/h [s] | Prędkość maks. [km/h] | Lata produkcji     |
| Silniki benzynowe:    | Silniki benzynowe:      | Silniki benzynowe: | Silniki benzynowe:                | Silniki benzynowe:                       | Silniki benzynowe:            | Silniki benzynowe:    | Silniki benzynowe: |
| --------------------- | ----------------------- | ------------------ | --------------------------------- | ---------------------------------------- | ----------------------------- | --------------------- | ------------------ |
| 1.6 16V e-torQ        | 1598                    | R4                 | 110 przy 5500                     | 152 przy 4500                            | 11,8                          | 178                   | 2014 - 2018        |
| 1.0 Turbo GSE         | 999                     | R3                 | 120 przy 5750                     | 190 przy 1750                            | 11,2                          | 185                   | od 2018            |
| 1.4 Turbo MultiAir    | 1368                    | R4                 | 140 przy 5500                     | 239 przy 1750                            | 10,9                          | 181                   | 2014 - 2018        |
| 1.3 Turbo GSE         | 1332                    | R4                 | 150 przy 5500                     | 270 przy 1850                            | 9,4                           | 196                   | od 2018            |
| 1.4 Turbo MultiAir    | 1368                    | R4                 | 170 przy 5500                     | 250 przy 2500                            | 8,8                           | 196                   | 2014 - 2018        |
| 1.3 Turbo GSE         | 1332                    | R4                 | 180 przy 5750                     | 270 przy 1850                            | 8,5                           | 201                   | od 2018            |
| Silniki wysokoprężne: |                         |                    |                                   |                                          |                               |                       |                    |
| 1.6 MultiJet          | 1598                    | R4                 | 120 przy 3750                     | 320 przy 1750                            | 10,2                          | 178                   | od 2014            |
| 2.0 MultiJet          | 1956                    | R4                 | 140 przy 3750                     | 350 przy 1750                            | 9,5                           | 182                   | od 2014            |
| 2.0 MultiJet          | 1956                    | R4                 | 170 przy 3750                     | 350 przy 1750                            | 8,9                           | 196                   | od 2014            |

### Sprzedaż w Polsce
| Rok  | Sprzedaż (szt.) |
| ---- | --------------- |
| 2015 | 1071            |
| 2016 | 1611            |
| 2017 | 1827            |
| 2018 | 1910            |
| 2019 | 1604            |
| 2020 | 1038            |